# Hallue
Hallue – rzeka we Francji, przepływająca przez teren departamentu Somma, o długości 16 km. Stanowi dopływ rzeki Somma.